# Voltes de la plaça Gran
Les Voltes de la plaça Gran és una obra de Ripoll protegida com a Bé Cultural d'Interès Local.

## Descripció
El conjunt està format per 12 voltes amb arcades de punt rodó o arc de mig punt rebaixat. Per cada costat del costat del cos hi ha una arcada, mentre que n'hi ha 10 que donen pròpiament a la plaça. Les voltes van ser construïdes en diferents èpoques com ho corrobora que dues, les primeres venint de la plaça de sant Eudald, són de pedra picada i són d'una alçada superior a la resta, que tenen l'arcada feta amb maons, arrebossats per sobre. Els pilars són de pedra picada igual que la base; hi ha pilars amb sòcol, i d'altres que no en tenen.

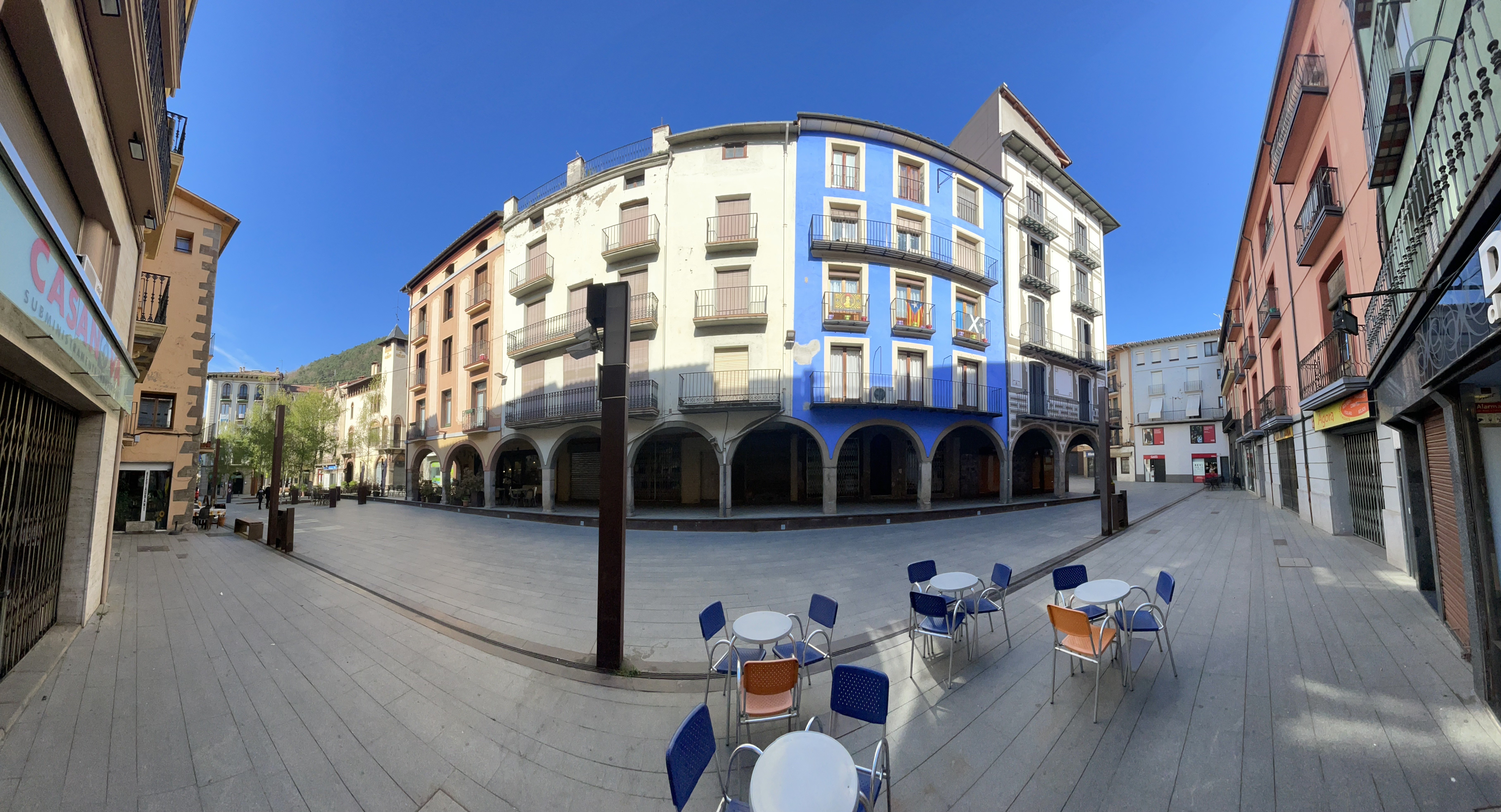
Voltes de la plaça Gran de Ripoll.